# SSX
SSX ist eine Snowboard-Videospielreihe für Spielkonsolen. Der gleichnamige erste Teil erschien im Oktober 2000 für PlayStation 2.
Im Laufe der Jahre sind eine Reihe von Nachfolgerspielen erschienen, die allesamt von Electronic Arts entwickelt und unter dem Label EA Sports Big veröffentlicht wurden. Charakteristisch für die Spielereihe sind die unrealistischen Tricks und die unnatürliche Länge der Pisten.

## Gameplay
Ziel ist in allen Spielen, Rennen auf der Piste zu gewinnen, indem der Spieler entweder als erster durchs Ziel fährt oder durch Tricks die meisten Punkte erzielt.
Bei Erscheinen erhielt der erste Teil vom Großteil der Spielemagazine gute bis sehr gute Bewertungen.

## Veröffentlichungen
| Spiel             | Veröffentlichung                                                      | Plattformen                         |
| ----------------- | --------------------------------------------------------------------- | ----------------------------------- |
| SSX               | Oktober 2000 Oktober 2000 (als Extreme Racing SSX) November 2000      | PlayStation 2                       |
| SSX Tricky        | November 2001 Februar 2002                                            | PlayStation 2                       |
| SSX Tricky        | Dezember 2001 April 2002 Juni 2002                                    | Xbox                                |
| SSX Tricky        | Dezember 2001 Juli 2002                                               | GameCube                            |
| SSX Tricky        | Oktober 2002                                                          | Game Boy Advance                    |
| SSX 3             | Oktober 2003 Oktober 2002 Dezember 2003                               | PlayStation 2, GameCube             |
| SSX 3             | Oktober 2003                                                          | Xbox                                |
| SSX 3             | November 2003                                                         | Game Boy Advance                    |
| SSX 3             | Oktober 2005                                                          | Gizmondo                            |
| SSX Out of Bounds | Januar 2005                                                           | N-Gage                              |
| SSX On Tour       | Oktober 2005 November 2005 (die PSP-Version als SSX on Tour Portable) | PlayStation 2, PlayStation Portable |
| SSX On Tour       | Oktober 2005                                                          | Xbox                                |
| SSX On Tour       | Oktober 2005 November 2005 (Version SSX on Tour with Mario)           | GameCube                            |
| SSX Blur          | Februar 2007 März 2007 September 2007 Juli 2008                       | Nintendo Wii                        |
| SSX (2012)        | Februar 2012 März 2012                                                | PlayStation 3, Xbox 360             |

## SSX 3
SSX 3 erschien im Oktober 2003 für die Plattformen PlayStation 2, GameCube, Xbox, Game Boy Advance und Gizmondo.

### Spielaufbau
Das ganze Spiel findet auf einem Berg, der in drei Gipfel unterteilt ist, statt. Dabei ist Gipfel eins der leichteste und drei eher für Fortgeschrittene geeignet.
Zu Beginn des Spiels startet der Spieler auf Gipfel eins und muss verschiedene Ziele erreichen, um den nächsten Gipfel freizuschalten.
Das Spiel ist in drei grundlegende sogenannte Events („Veranstaltung“) unterteilt. Dem Racing („Rennen“), dem Freestyle („Freistil“) und dem Freeride („Freies Fahren“).
Durch erfolgreiches Beenden einer der Event-Kategorien auf einem Gipfel wird dann der Nächsthöhere freigeschaltet.

#### Racing
Der Spieler muss einen Kurs möglichst schnell befahren und vor den computergesteuerten Gegnern das Ziel erreichen.
Für dieses Event sind fünf Grundkurse vorgesehen.
Zudem muss der Spieler auf jedem Gipfel einen Rivalen im direkten Duell abseits der Pisten schlagen, um den nächsten Gipfel freizuschalten. Als letztes Race-Event jedes Gipfels gibt es ein Rennen über fast alle bisher freigeschalteten Pisten, wodurch auf Gipfel 3 eine fast 30-minütige Abfahrt gefahren werden kann.

#### Freestyle
Der Spieler muss auf einem speziellen Kurs besonders komplizierte Tricks und Fahrmanöver zeigen, um möglichst viel Punkte zu ernten. Der Freestyle-Wettbewerb unterteilt sich noch einmal in drei verschiedene Kategorien. Der Big Air („Großer Sprung“) läuft auf einen sehr hohen Sprung hinaus, bei dem der Spieler Punkte sammeln muss.
Der Slopestyle ist eine längere Strecke voller Rampen und Geländer, auf denen der Spieler sliden kann, um hohe Wertungen zu erzielen. Die Super Pipe („Super-Röhre“) ist eine besonders hohe Halfpipe, in der der Spieler in vorgegebener Zeit möglichst viele Trickpunkte erreichen muss.
Auch im Freestyle-Modus muss der Spieler am Ende eine Rivalen-Herausforderung auf den drei bei „Racing“ angegebenen Kursen abschließen, um zum nächsten Gipfel zu gelangen.

#### Freeride
In diesem Modus kann der Spieler ohne Gegner und Voraussetzungen die Event-Kurse befahren, auf den Verbindungs-Pisten zwischen den öffentlichen Kursen fahren oder in der Lodge („Hütte“) Kleidung oder zusätzliche Körperleistung kaufen. Zudem werden auf den Pisten verschiedene Herausforderungen angeboten, in denen der Spieler z. B. eine Piste ohne Sturz abfahren muss oder eine bestimmte Punktzahl nur durch Slides erreichen soll.

### Fahrer
Am Anfang des Spiels stehen dem Spieler neun Charaktere zur Auswahl.
Zusätzlich zu diesen Figuren können im Laufe des Spiels sogenannte Cheat-Boarder freigeschaltet werden, die der Spieler wählen kann.

## SSX ON Tour
SSX On Tour erschien im Oktober 2005 für die Plattformen PlayStation 2, GameCube, Xbox und PlayStation Portable (PSP).

### Spielaufbau
Das Spiel versetzt den Spieler in die Rolle eines aufstrebenden Snowboarders oder Skifahrers, der sich in der Rangliste nach oben arbeiten muss. Ziel ist es, durch verschiedene Wettbewerbe und Events zum ultimativen „Tour Rider“ aufzusteigen. Im Gegensatz zu den vorherigen SSX-Spielen bietet „On Tour“ eine offene Spielwelt, in der der Spieler frei zwischen den Events wechseln kann.
Das Spiel ist in mehrere Kategorien unterteilt: Racing (Rennen), Freestyle und Freeride. Je nach Event-Typ muss der Spieler bestimmte Ziele erreichen, um Punkte zu sammeln und in der Rangliste aufzusteigen.

#### Racing
Im Racing-Modus geht es darum, auf vorgegebenen Pisten möglichst schnell das Ziel zu erreichen und dabei Hindernissen auszuweichen oder Rivalen zu überholen. Wie in den Vorgängerspielen stehen verschiedene Rennkurse zur Verfügung, die immer anspruchsvoller werden, je weiter der Spieler in der Rangliste vordringt. Neben regulären Rennen gibt es auch Duelle gegen andere Charaktere.

#### Freestyle
Im Freestyle-Modus muss der Spieler durch Tricks, Sprünge und Slides möglichst viele Punkte sammeln. Zu den verfügbaren Trickarten gehören unter anderem Spins, Flips und Grabs. Es gibt spezielle Bereiche, wie Halfpipes und Big Air Zonen, die darauf ausgelegt sind, komplexe Trick-Kombinationen auszuführen und dabei Punkte zu maximieren.

#### Freeride
Dieser Modus ermöglicht es dem Spieler, die Welt von “SSX On Tour” frei zu erkunden und neue Pisten und Abkürzungen zu entdecken. Abseits der regulären Events kann der Spieler hier seine Fähigkeiten verfeinern und versteckte Bonuspunkte sammeln. Der Freeride-Modus bietet die perfekte Möglichkeit, sich ohne Zeitdruck mit den Strecken vertraut zu machen.

#### Fahrer
Zu Beginn des Spiels kann der Spieler einen eigenen Charakter erstellen und dabei das Aussehen, die Ausrüstung und die Fähigkeiten des Fahrers individuell anpassen. Im Laufe des Spiels können durch gewonnene Events und Herausforderungen neue Skier, Snowboards und weitere kosmetische Anpassungen freigeschaltet werden. Ebenso können bekannte SSX-Charaktere freigeschaltet werden, wenn bestimmte Meilensteine erreicht werden.
Diese Struktur beschreibt den Gameplay-Aufbau von “SSX On Tour”, ähnlich wie bei SSX 3, jedoch mit einer stärkeren Betonung auf dem persönlichen Fortschritt des Charakters und der Erkundung einer offenen Welt.

## SSX (2012)
Die Neuauflage des Spiels für die Konsolen PlayStation 3 und Xbox 360 wurde als Massively Multiplayer Online Game angekündigt.

## Trivia
In der ebenfalls von EA erschienenen Simulation Die Sims 2 ist SSX 3 das Standardspiel für Spielkonsolen und PCs.